# Новая Слобода (Ленинградская область)
Новая Слобода — деревня в Янегском сельском поселении Лодейнопольского района Ленинградской области.

## История
АЛЕКСАНДРОВСКАЯ НОВАЯ СЛОБОДА — слобода при реке Мегреге, число дворов — 29, число жителей: 100 м. п., 99 ж. п.  (1879 год)

Сборник Центрального статистического комитета описывал её так:

АЛЕКСАНДРО-СВИРСКАЯ — НОВАЯ СЛОБОДА — деревня бывшая государственная при озере Долгом, дворов — 22, жителей — 230; Почтовая станция, две лавки. (1885 год)

Список населённых мест Олонецкой губернии:

НОВАЯ СЛОБОДА — деревня при озере Рощинском, население крестьянское: домов — 53, семей — 49, мужчин — 118, женщин — 106, всего — 224; некрестьянское: семей — 1, женщин — 1; лошадей — 43, коров — 45, прочего — 20; школа. (1905 год)

В конце XIX — начале XX века деревня административно относилась к Неккульской волости 2-го стана Олонецкого уезда Олонецкой губернии.
С 1917 по 1920 год деревня Новая Свирская Слобода входила в состав Луначарской волости Олонецкого уезда Олонецкой губернии.
С 1920 года в составе Кондушского сельсовета.
С 1922 года в составе Ленинградской губернии.
С 1926 года в составе Свирского сельсовета.
С 1927 года в составе Лодейнопольского района. В 1927 году население деревни составляло 255 человек.

Деревня Новая Свирская Слобода на карте 1932 года

Согласно карте Ленинградской области Северо-западного аэрогеодезического треста ГГУ издания 1932 года деревня Новая Свирская Слобода насчитывала 30 крестьянских дворов. В деревне находилась часовня.
По данным 1933 года деревня Новая Слобода входила в состав Свирского сельсовета Лодейнопольского района.
С 1 сентября 1941 года по 31 мая 1944 года деревня находилась в финской оккупации.
С 1954 года в составе Андреевщинского сельсовета.
В 1958 году население деревни составляло 1087 человек.
По данным 1966, 1973 и 1990 годов деревня Новая Слобода также входила в состав Андреевщинского сельсовета.
В 1997 году в деревне Новая Слобода Андреевщинской волости проживали 68 человек, в 2002 году — 76 человек (русские — 84 %).
В 2007 году в деревне Новая Слобода Янегского СП проживали 64 человека, в 2010 году — 68 человек.

## География
Деревня расположена в северной части района на автодороге 41К-241 (Свирское — Горка).
Расстояние до административного центра поселения — 29 км.
Расстояние до ближайшей железнодорожной станции Лодейное Поле — 18 км.
Деревня находится на восточном берегу озера Долгое.

## Демография
| 1879 | 1885 | 1905 | 1927 | 1958  | 1997 | 2007 |
| ---- | ---- | ---- | ---- | ----- | ---- | ---- |
| 199  | ↗230 | ↘225 | ↗255 | ↗1087 | ↘68  | ↘64  |
| 2010 | 2014 | 2017 |      |       |      |      |
| ↗68  | ↘59  | ↗66  |      |       |      |      |

### Национальный состав
Согласно данным Всероссийской переписи населения 2021 года в деревне проживали 49 человек, из них:
 русские — 40, белорусы — 6, карелы — 2, один человек национальность не указал.

## Улицы
Сосновая.